# Броневский, Павел Николаевич
Павел Николаевич Броневский (16 (28) августа 1816 — 29 октября (10 ноября) 1886, село Касимово, Одоевский уезд Тульской губернии) — русский генерал-майор, участник покорения Кавказа и Крымской войны.

## Биография
Родился в 1816 году, образование получил в Тульском кадетском корпусе, откуда был выпущен офицером в лейб-гвардии Гренадерский полк. В 1838 году окончил курс наук в Военной академии с малой серебряной медалью; в 1839 году был зачислен в Генеральный штаб и, по переводе на Кавказ, находился там 11 лет, принимая участие в экспедициях против горцев, исполнял должность квартирмейстера войск на Кавказской линии и Черномории. Получив в 1848 году, за отличие в делах, чин полковника и 16 декабря 1849 года командование 82-м Дагестанским пехотным полком, Броневский 14 февраля 1854 года был произведён в генерал-майоры и назначен в штаб Отдельного Кавказского корпуса, а год спустя назначен обер-квартирмейстером этого корпуса. В Крымской войне находился в Азиатской Турции, состоял начальником военно-походной канцелярии главнокомандующего генерал-адъютанта Н. Н. Муравьёва и, принимая участие в многочисленных делах с турками, находился, между прочим, при штурме крепости Карс 17 сентября 1855 года; предводительствуя здесь одной из штурмовых колонн, он был тяжело ранен в плечо ружейной пулей, началась гангрена и ему ампутировали левую руку. С 1857 по 1859 год Броневский состоял в должности директора Воронежского кадетского корпуса, после чего оставался до конца жизни в отставке. Жил в Одоевском уезде Тульской губернии в селе Касимово.
Умер 29 октября 1886 года.

### Семья
Отец — Николай Богданович Броневский, генерал-майор.
Брат — Иван (1826—1881), генерал-майор.
Жена — Мария Ивановна Афремова, троюродная сестра.
Дед — Богдан Михайлович Броневский.
Бабка — Серафима Алексеевна Броневская, ур. Лёвшина, сестра писателя Василия Алексеевича Лёвшина и Ольги Алексеевны Афремовой, ур. Лёвшиной — бабки его жены.

## Награды
- Орден Св. Владимира 4-й ст. с бантом (1847)
- Орден Св. Владимира 3-й ст. с мечами (1855)
- Орден Св. Анны 2-й ст. (1850, императорская корона к ордену в 1852)
- Знак отличия беспорочной службы за XV лет (22 августа 1853)
- Орден Св. Анны 1-й ст. с мечами (1856)
- Знак отличия беспорочной службы за XX лет (22 августа 1856)